# XTC
XTC – grupa rockowa ze Swindon w Anglii. Jej wczesny dorobek często zaliczany jest do nowej fali; w późniejszych latach zespół poświęcił się tworzeniu wysmakowanego, bogato zaaranżowanego popu, inspirowanego twórczością The Beatles, The Beach Boys czy The Kinks.

## Dyskografia
- White Music (1978)
- Go 2 (1978)
- Drums and Wires (1979)
- Black Sea (1980)
- English Settlement (1982)
- Mummer (1983)
- The Big Express (1984)
- Skylarking (1986)
- Oranges and Lemons (1989)
- Nonsuch (1992)
- Apple Venus Volume 1 (1999)
- Wasp Star (Apple Venus Volume 2) (2000)